# Enryaku-ji
 (septembre 2022).
Si vous disposez d'ouvrages ou d'articles de référence ou si vous connaissez des sites web de qualité traitant du thème abordé ici, merci de compléter l'article en donnant les références utiles à sa vérifiabilité et en les liant à la section « Notes et références ».
L'Enryaku-ji (延暦寺) est un monastère bouddhiste situé sur le mont Hiei surplombant Kyoto, qui a été fondé entre la fin du VIIIe siècle et le début du IXe siècle par Saichō (762-822), aussi connu sous le nom de Dengyō Daishi, qui a introduit au Japon le bouddhisme Tendai, d'origine chinoise. Il est également appelé, avec le Kōfuku-ji (興福寺), Nanto-Hokurei (南都北嶺), terme désignant les deux temples les plus puissants pendant l'ère Heian : le Kōfuku-ji à Nara (南都, Nanto) et l'Enryaku-ji sur le mont Hiei, au nord (北嶺, Hokurei). C'est l'un des temples les plus importants de l'histoire du Japon qui a servi (et sert encore) de quartier général au bouddhisme Tendai. Cette école bouddhiste, très influente auprès de l'aristocratie de l'époque, a engendré un nombre important de courants plus récents comme celui de la Terre pure, le zen et le bouddhisme de Nichiren.

## Histoire
Avec le soutien de l'empereur Kanmu, Saichō ordonna une centaine de disciples en 807. Maintenant une discipline stricte sur le mont Hiei, ses moines vivaient reclus pendant douze ans d'étude et de méditation. Après cette période d'apprentissage, les meilleurs restaient au monastère et les autres étaient placés au gouvernement ou à la cour. À l'apogée de sa puissance, l'Enryaku-ji était un complexe immense avec près de 3 000 temples secondaires et une armée puissante de moines-guerriers (僧兵, sōhei) qui intervenaient parfois pendant des luttes de pouvoir de dirigeants politiques ou contre d'autres temples rivaux. Au Xe siècle, une crise de succession éclata entre les branches Ennin et Enchin du bouddhisme Tendai. Ces disputes entrainèrent la confrontation entre les différents centres Tendai du mont Hiei, les sammon (山門, « ordre des montagnes ») et au Mii-dera, les jimon (寺門, « ordre des temples, sous-secte du Tendai-shū »). Les moines-guerriers furent employés et les dirigeants se mirent à engager des armées de mercenaires pour menacer les rivaux et même marcher sur la capitale pour appuyer leurs demandes.
Dans le but de se débarrasser de tous les rivaux potentiels et d'unifier le pays, le daimyō Nobunaga Oda mit fin une fois pour toutes à cette lutte de pouvoir en 1571 en attaquant et rasant le complexe de temples du mont Hiei, dont l'Enryaku-ji, et en détruisant les communautés de moines (siège du mont Hiei).
Les bâtiments actuels ont été reconstruits par Hideyoshi Toyotomi, Ieyasu Tokugawa et d'autres daimyos.
Aujourd'hui, Enryaku-ji se compose de trois zones distinctes, appelées « Trois Pagodes » : le Tōdō (東堂, « pavillon de l'Est »), le Saidō (西堂, « pavillon de l'Ouest ») et le Yokawa (横川). Les bâtiments les plus importants sont concentrés dans le Tōdō.
L'ensemble du temple est enregistré comme patrimoine mondial de l'UNESCO (Monuments historiques de l'ancienne Kyoto).

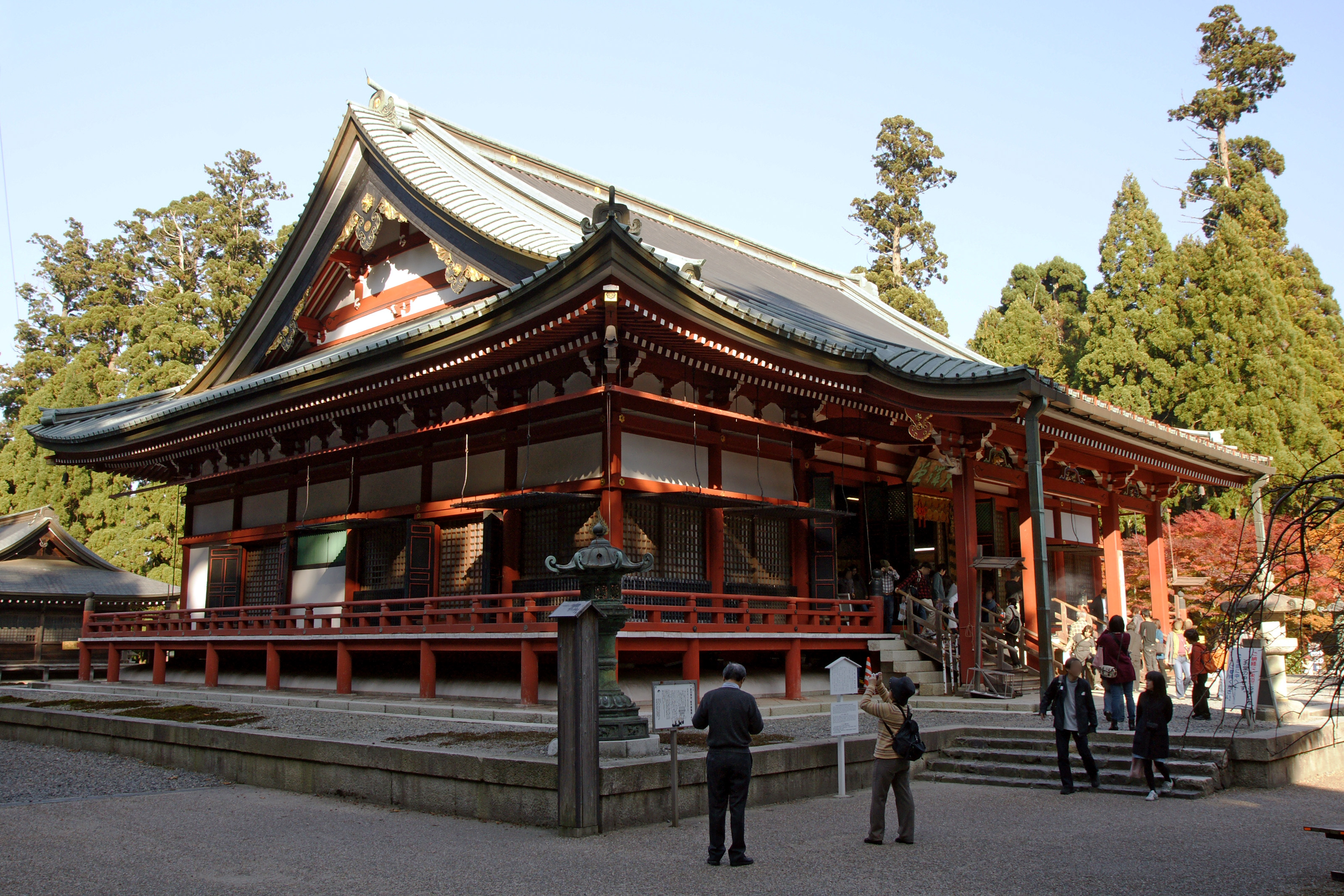
Daikodo.
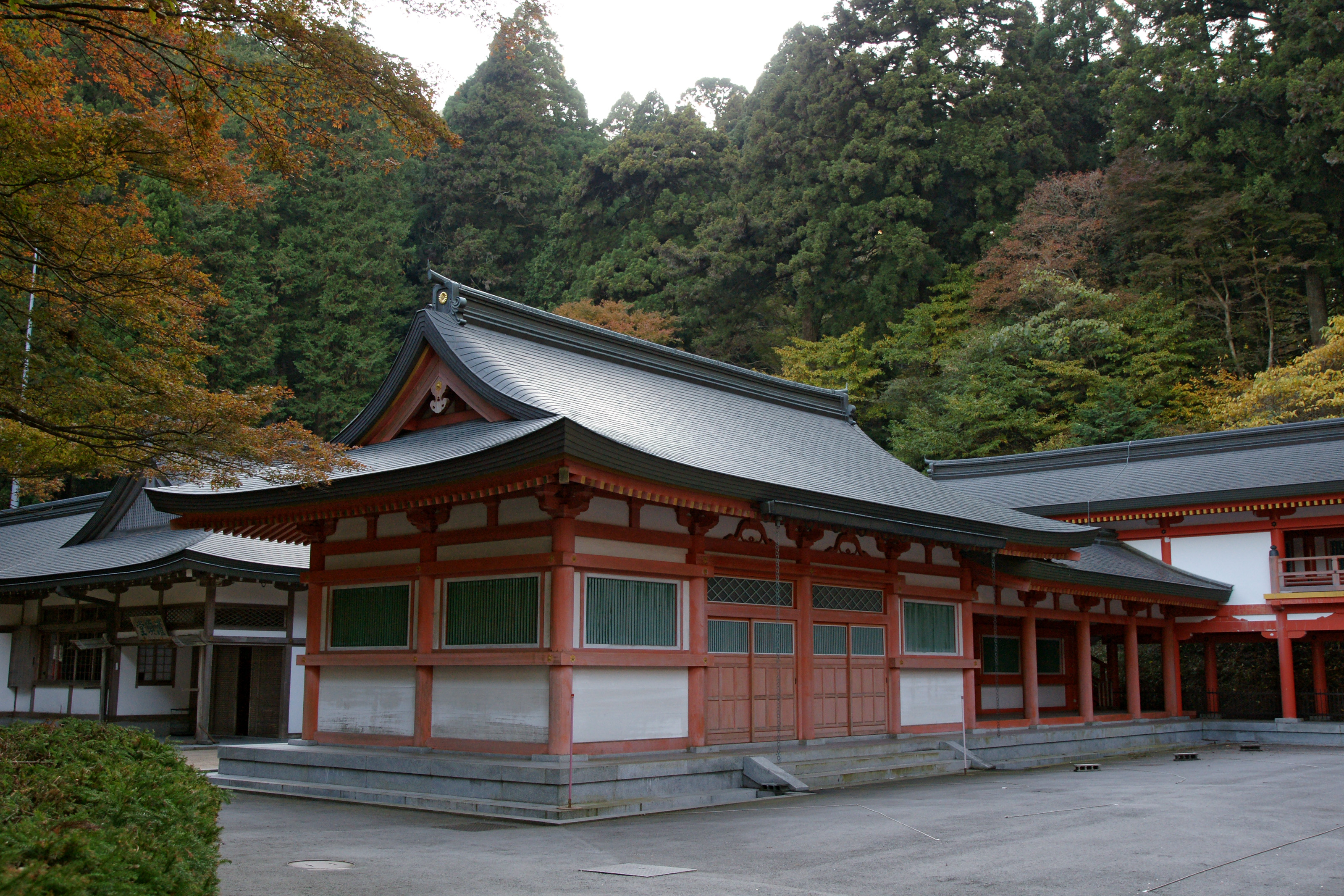
Kanchodo.
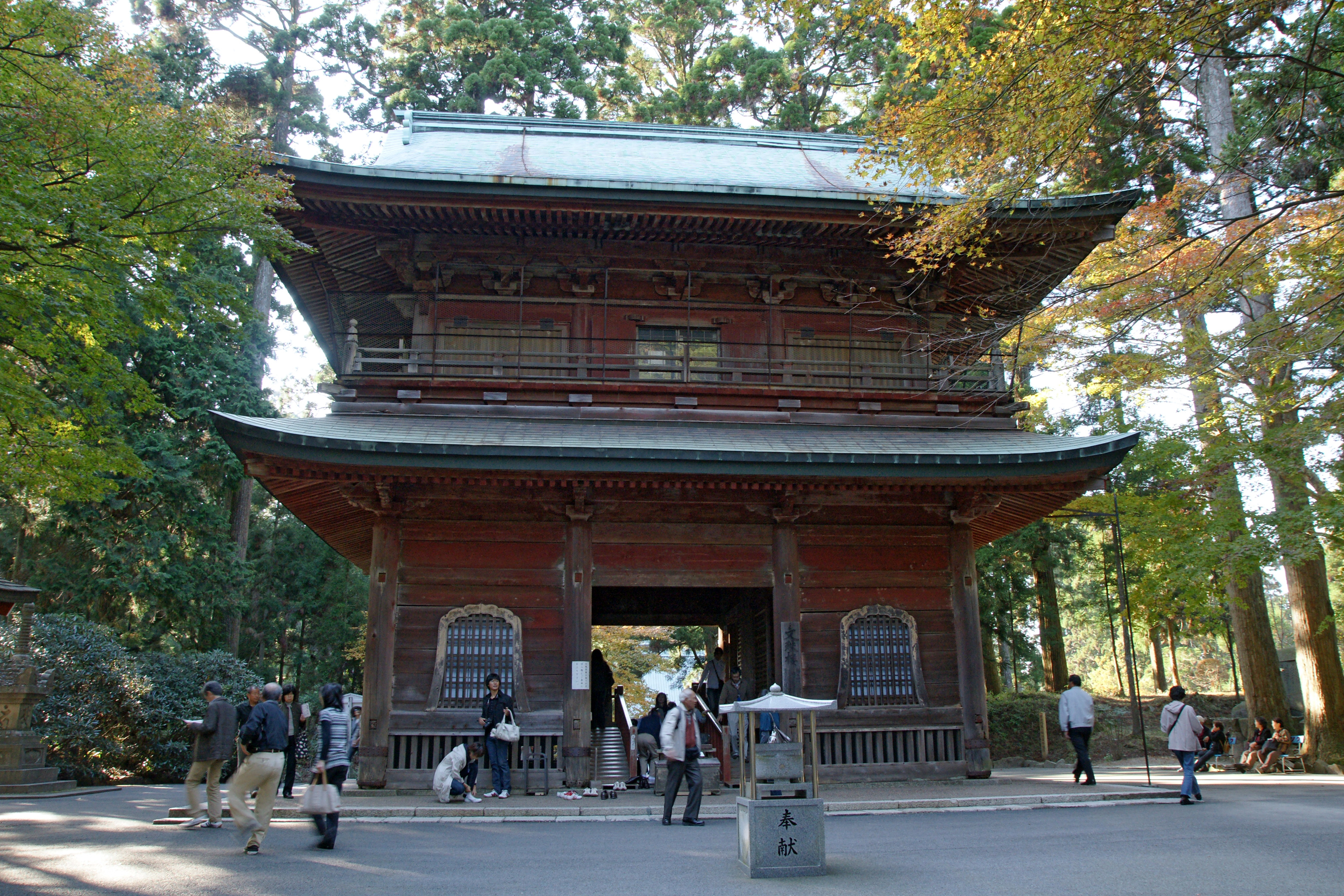
Monjuro.
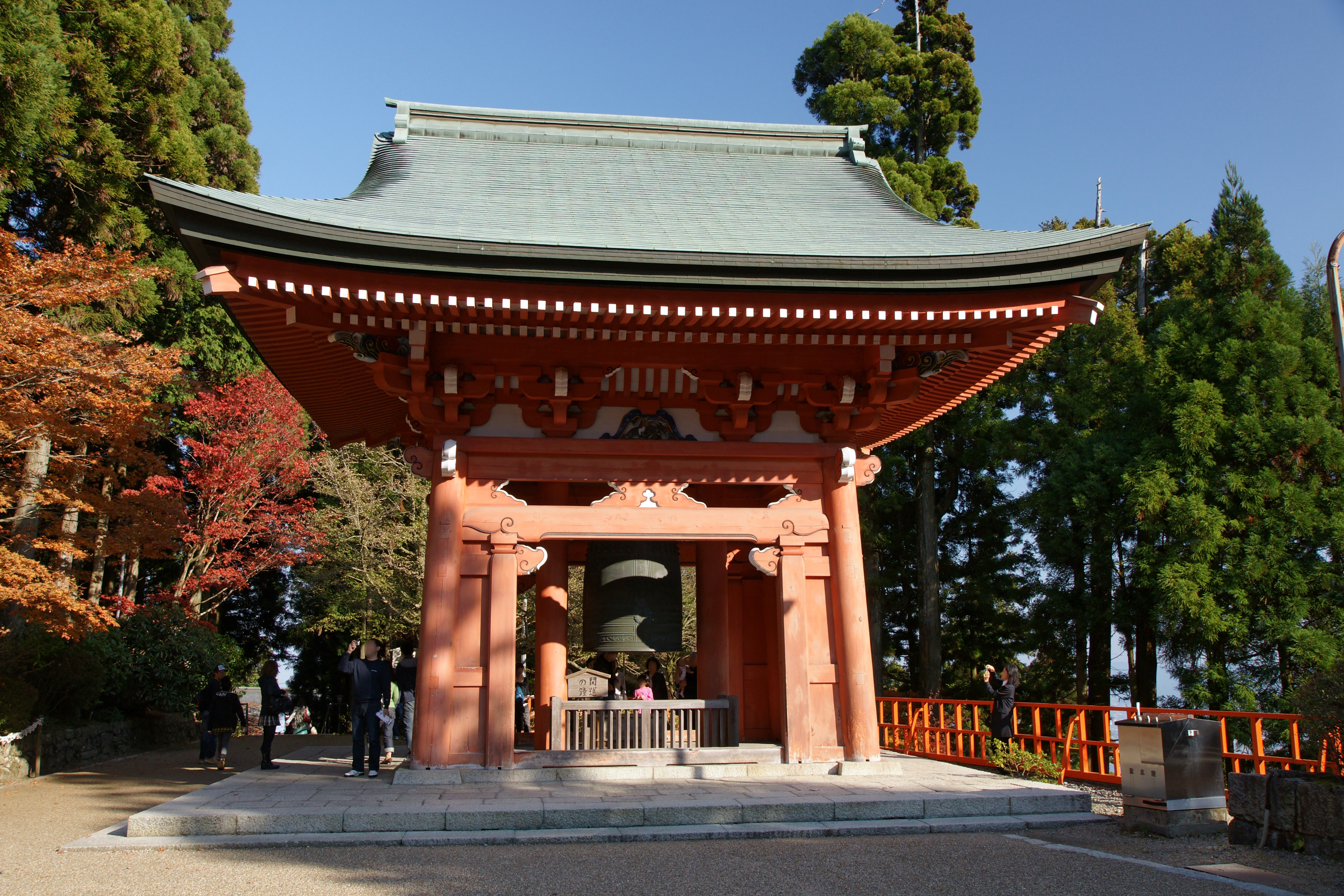
Shoro.
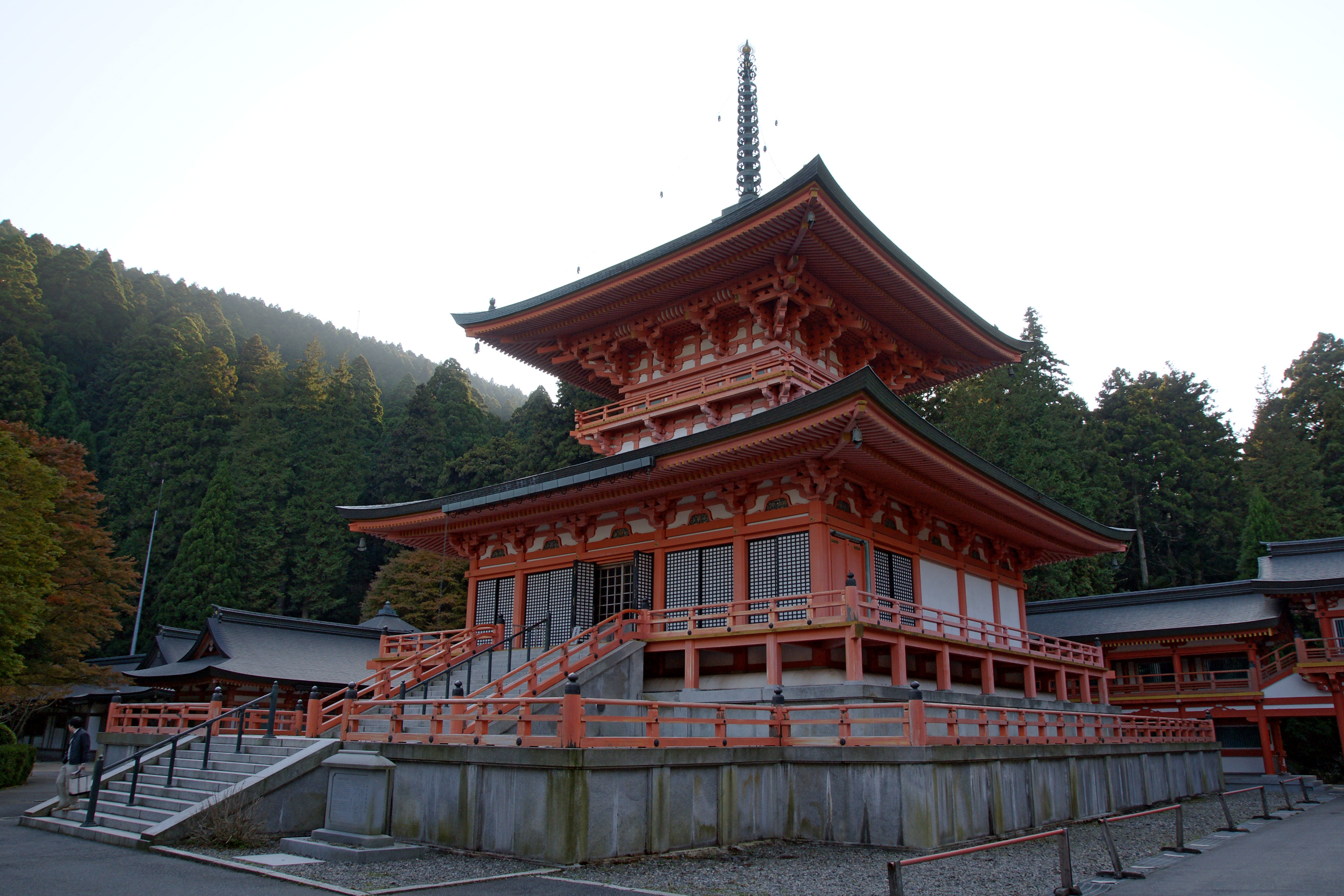
Tōdō.
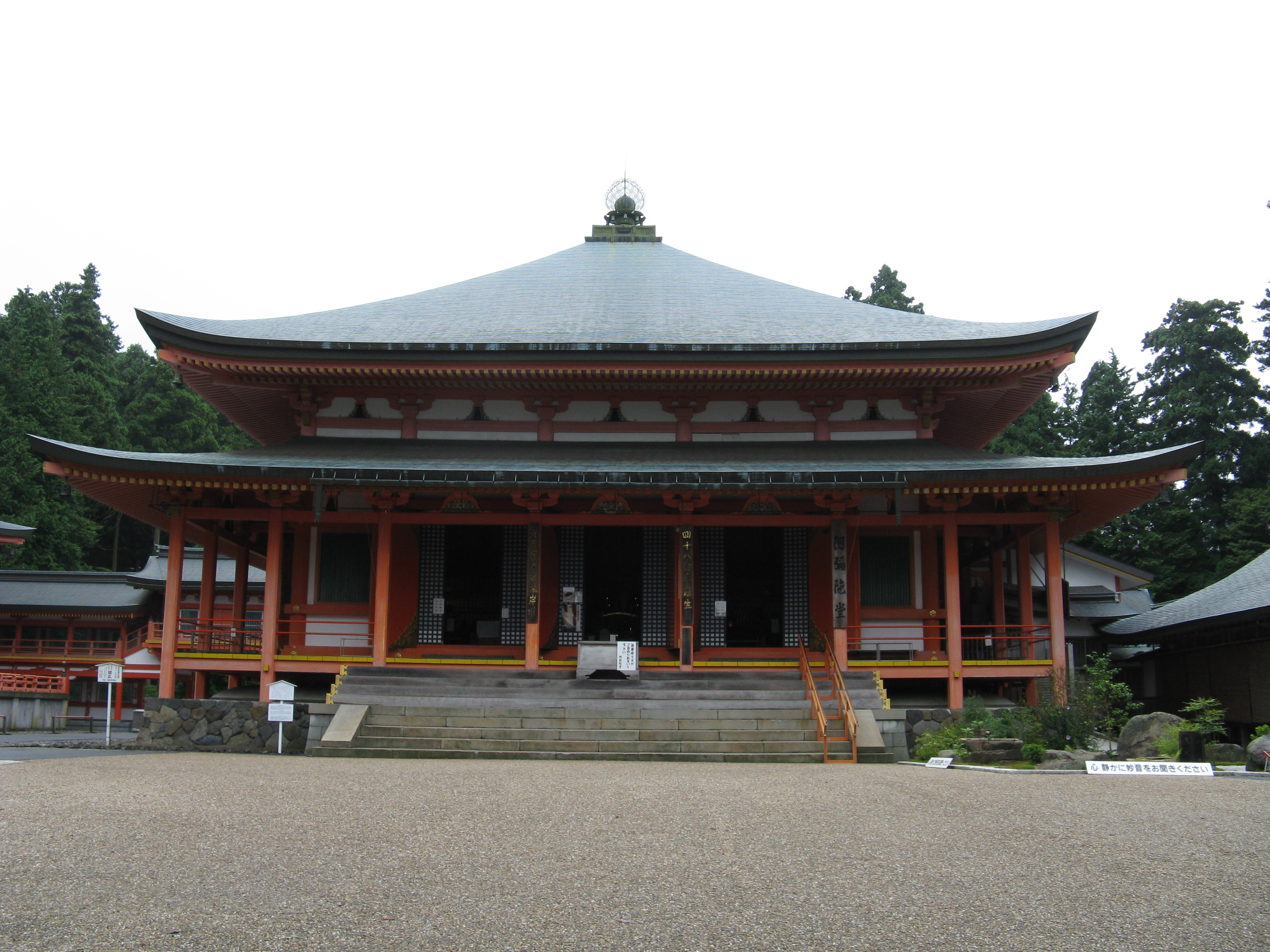
Amidado.
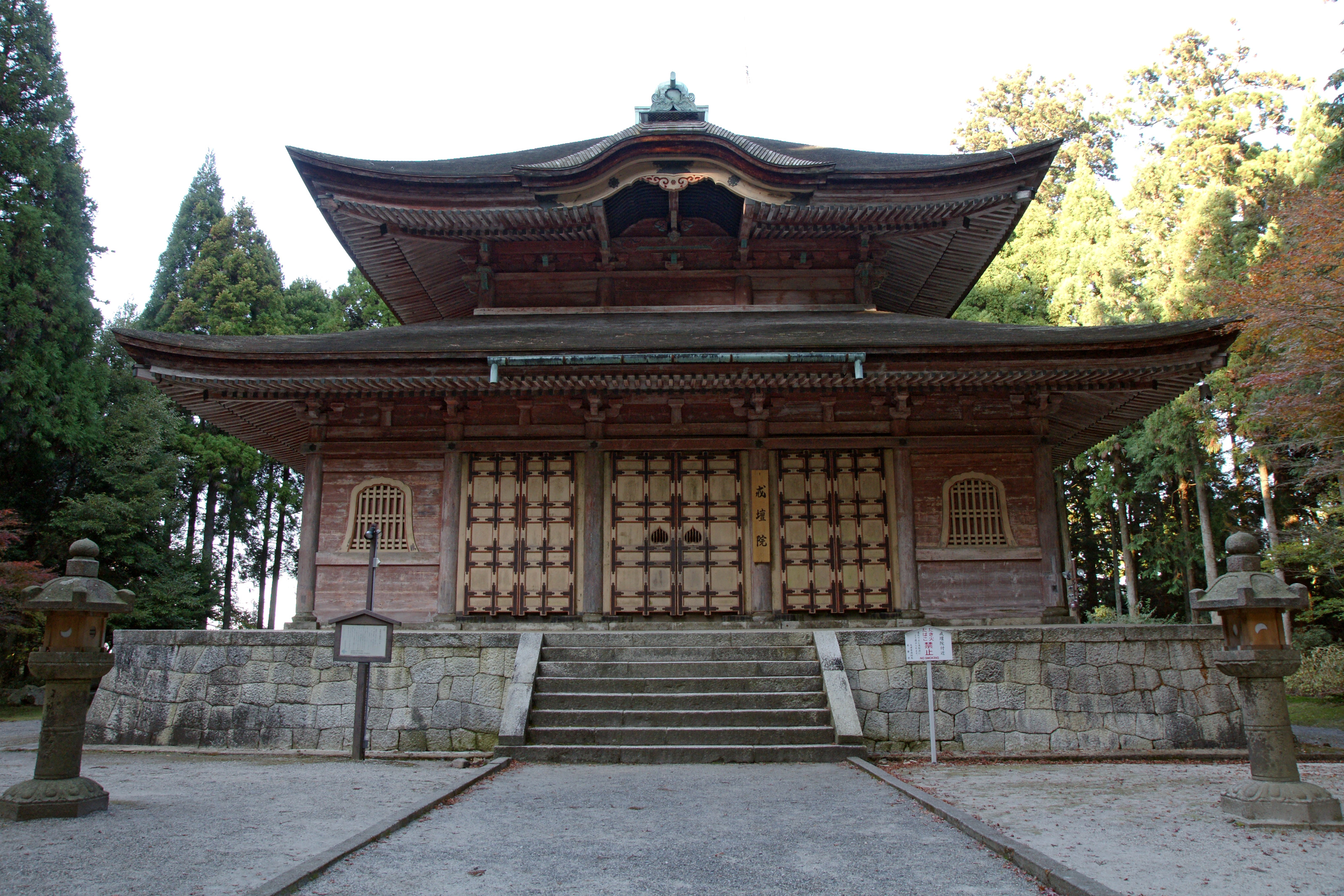
Kaidanin.
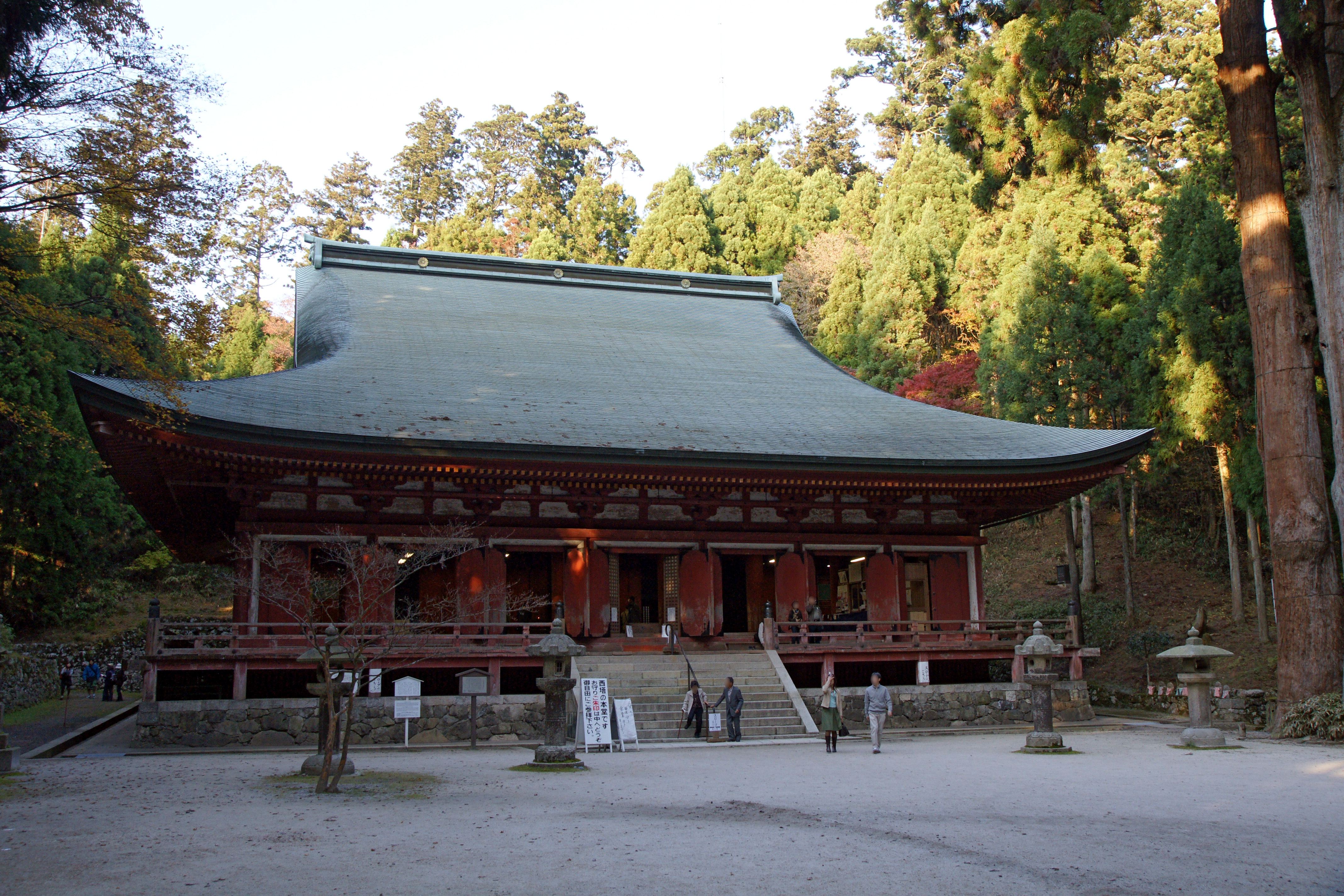
Tenhorindo.

### Statues
Plusieurs statues ont survécu, on ignore comment, aux incendies successifs qui ont détruit le temple. Leur âge a été découvert lors de travaux de restauration qui ont commencé en 2016. Des documents cachés à l’intérieur des statues permettent d'affirmer qu'elles sont l’œuvre de Raiben et qu'elles datent de l’époque Kamakura.